# Áreas protegidas de Etiopía

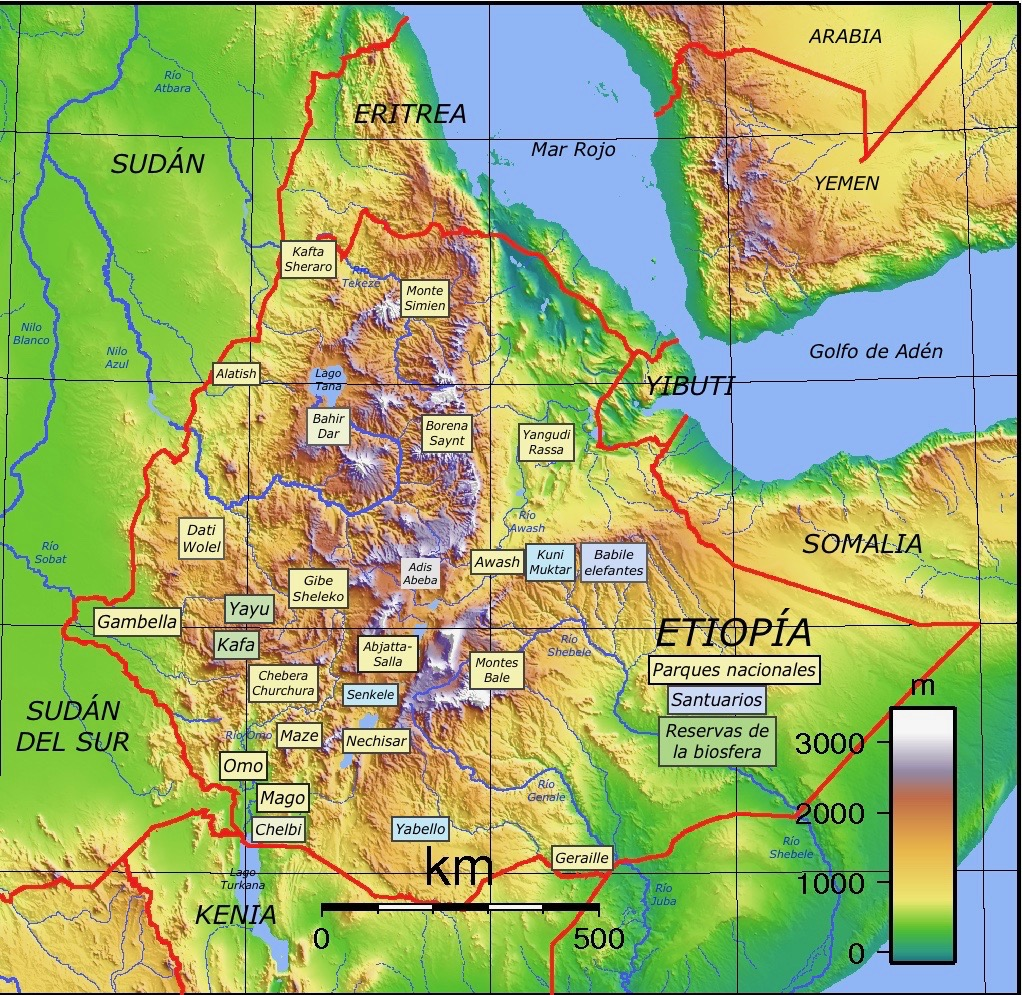
Principales áreas protegidas de Etiopía.

Según la IUCN, en Etiopía, en 2024, tras la última revisión, había hay 139 zonas protegidas, que ocupaban 192.216 km², de un total de 1.128.920 km2 el 17,62% del territorio, y de éstas 34.671 km² con una gestión controlada. En total, 24 eran parques nacionales, 6 reservas naturales, 6 santuarios de la naturaleza, 3 áreas de caza abiertas y 57 bosques nacionales prioritarios y 39 áreas de caza controlada. Además, hay 2 reservas de la biosfera de la Unesco y 2 sitios patrimonio de la Unesco, el parque nacional del Monte Simien. Además, se le ha dado el estatus de parque nacional en medios turísticos a cinco áreas de caza para elevar su nivel de protección: Gerale, Borena Saynt, Maze, Dati, Yabello, Gibe Sheleko y Loka Abaya.
Etiopía tiene una gran variedad de ecosistemas, que varían desde los 120 m bajo el nivel del mar de la depresión de Danakil hasta los 4.618 m de altitud del monte Ras Dejen, el cuarto pico de África, en las montañas Simen. Su característica más distintiva es el Gran Valle del Rift, que atraviesa por entero el país de sudoeste a nordeste. En el centro del país hay una alta meseta bordeada de acantilados en el noroeste, y descensos más suaves hacia el este y el oeste. En el país hay una veintena de parques nacionales representativos de los distintos paisajes.

## Parques nacionales
- Parque nacional de Yangudi Rassa, de 4.730 km², en la región de Afar, entre 400 y 1.450 m de altitud, semidesértico, con praderas y zonas arboladas con acacias, zona de conflicto entre los afar y el clan somalí de los issas, se creó para proteger el asno salvaje africano. El río Awash forma la frontera occidental. Temperaturas de 42-43.oC a la sombra.[4]

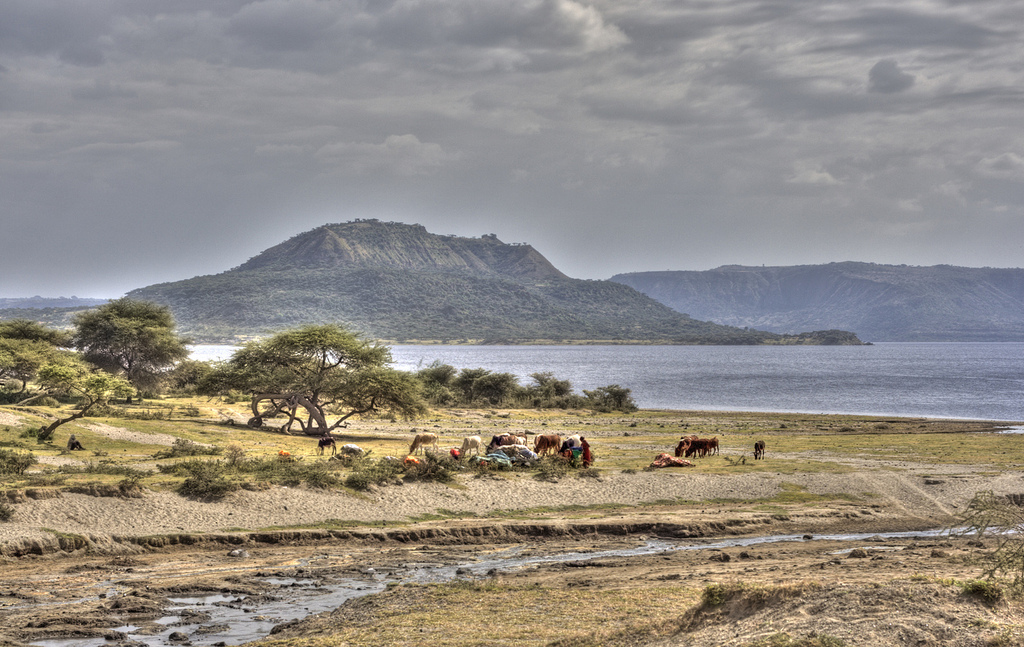
Orillas del lago Shalla, en el valle del Rift

- Parque nacional de Mago, de 2.270 km², dividido en dos por el río Mago, afluente del río Omo, posee praderas y bosques de ribera, está habitado por numerosos grupos étnicos, entre ellos los mursi, y culmina en el monte Mago, a 2.528 m.

- Parque nacional de Nechisar, de 514 km², al sudoeste, entre 1.100 y 1.650 m de altitud, en la falla del Rift, comprende los lagos Abaya y Chamo, con un bosque dominado por grandes sicomoros.

- Parque nacional de Abijatta-Shalla, de 887 km², en el centro, en el valle del Rift, entre 1.540 y 2.075 m de altitud, incluye los lagos Abijatta y Shalla. Posee un gran número de flamencos.

- Parque nacional del Omo, de 4.068 km². Es el parque más remoto, en el sudoeste; está poblado por diversas etnias y se creó a raíz del descubrimiento de fósiles humanos de los hombres de Kibish.

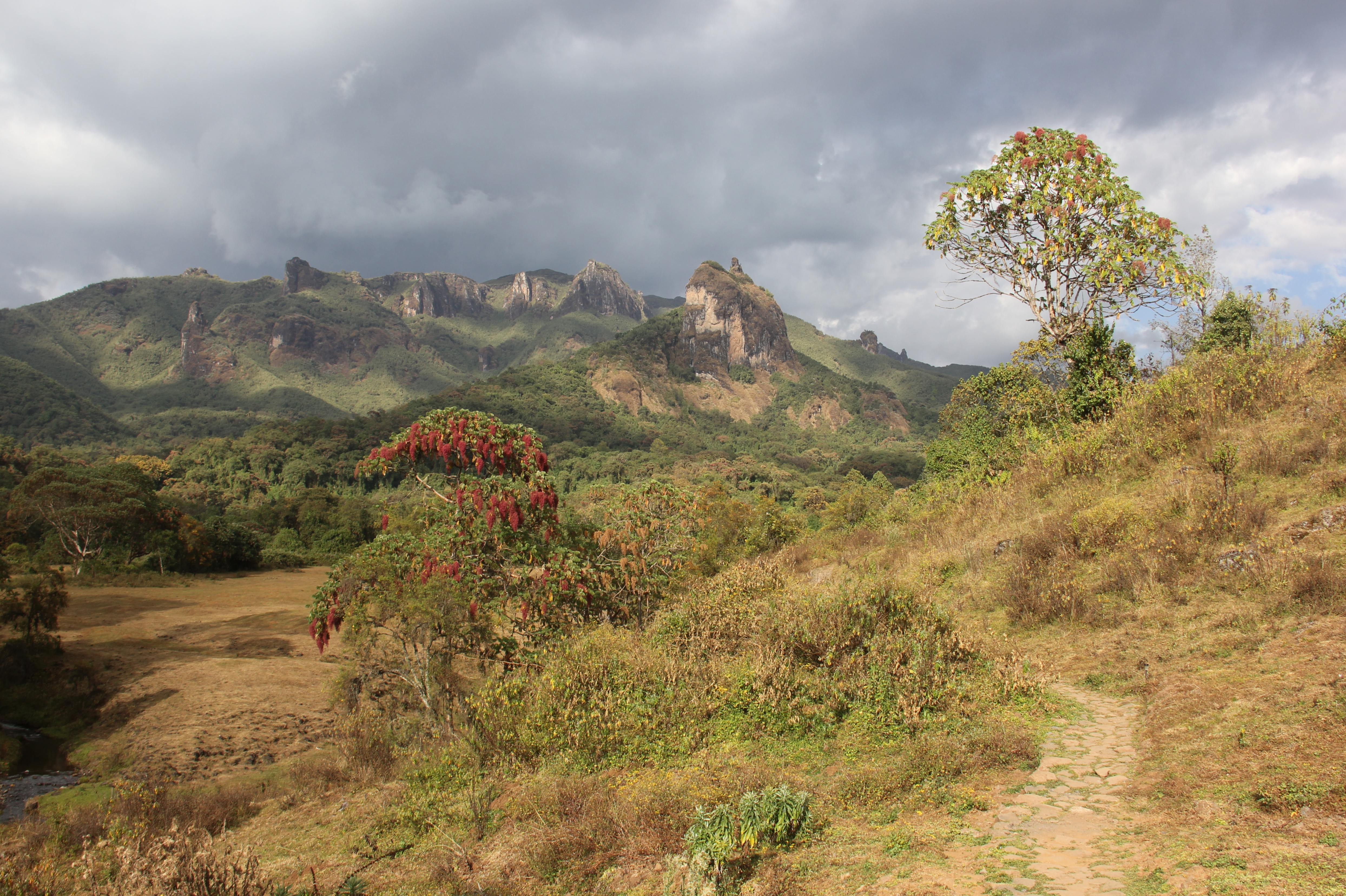
Bosque de Harenna en las montañas Bale.

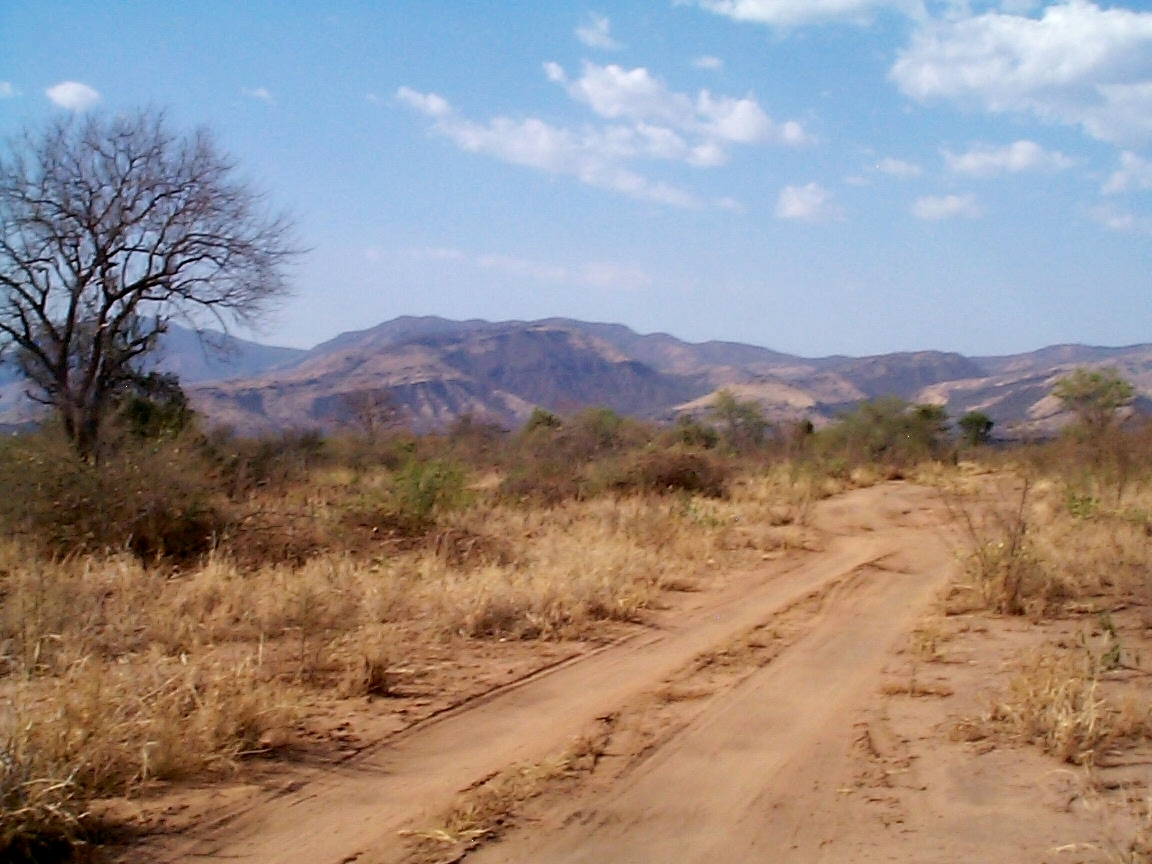
Parque nacional de Mago

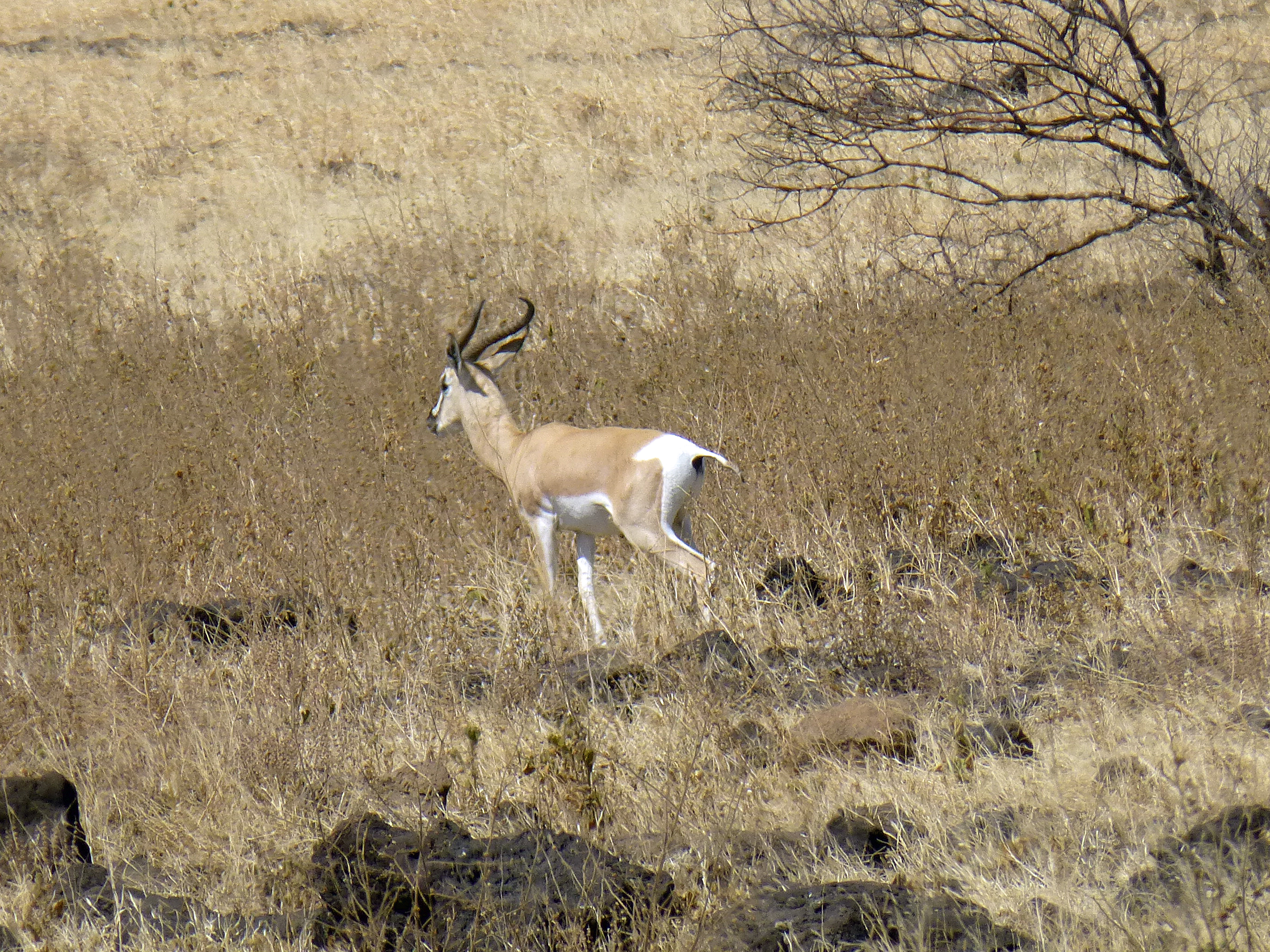
Parque nacional de Yangudi Rassa

- Parque nacional de las montañas Bale, de 2.220 km², con una zona a más de 4.000 m de altitud (Monte Tulu Dimtu, 4377 m, 6°49′35″N,9°49′09″E), y un bosque con especies endémicas, como el cercopiteco de las montañas Bale (Chlorocebus djamdjamensis), el charlatán abisinio, el bisbita abisinio, el loro de frente amarilla, el avefría pechipinta y el jilguero cabecinegro. En estos montes hay al menos seis zonas de caza controlada, principalmente para cazar el niala montano, un antílope de buen tamaño.[5] La vegetación en las alturas está dominada por lobelias gigantes, Kniphofia, Helichrysum splendidum, Hypericum revolutum, Hagenia abyssinica y Juniperus procera. El bosque de Harenna es un lugar notable donde el canope está formado por podocarpos, higueras, café silvestre y Schefflera. En su interior, la meseta de Sanetti es el hábitat del lobo etíope.[6]

- Parque nacional de Awash, de 756 km², en la orilla izquierda del río Awash a la salida de las montañas; bosques de acacias y praderas, con interesantes cascadas, oryx, avestruces, gacelas y kudus.

- Parque nacional del Monte Simien, de 220 km², incluye el pico más alto de Etiopía, el monte Ras Dejen, incluye bosques alpinos entre 3000 y 3800 m, praderas, gargantas y especies amenazadas como los geladas y el caracal.

- Parque nacional de Gambella, el más grande del país, con 5.061 km², llano, en el oeste, en la sabana arbustiva caduca, la sabana sudanesa oriental. En la cuenca del río Akobo, limita al norte con el río Baro, fronterizo con Sudán del Sur. Elefantes, búfalos, jirafas y el raro picozapato, entre otros. Habitado por las etnias anuak y nuer, caracterizados por las escarificaciones decorativas en el cuerpo.[7]

- Parque nacional de Chebera Churchura, de 1.250 km², en el sudoeste, entre 700 y 2.450 m de altitud. Un tercio del territorio está cubierto de bosques, en los valles, y el resto es sabana cubierta de hierba elefante, lo que permite la existencia de numerosos grandes mamíferos: elefantes, búfalos, leones, leopardos, servales, etc. Lluvias abundantes entre marzo y septiembre. Río Zigna, afluente del río Omo; cuevas, cascadas, fuentes termales.[8]

- Parque nacional de Alatish o Alitash, creado en 2006, 2.666 km², en el noroeste, en el río Alatish, que fluye hacia Sudán, con el que hace frontera, entre 520 y 920 m de altitud, ecosistema Combretum-Terminalia, entre el bosque de montaña de Simien y la zona del Sahel de Sudán. Ruta migratoria de elefantes del Parque nacional Dinder, de Sudán, 26 grandes mamíferos, aves.[9]

- Parque nacional de Kafta Sheraro, de 5.000 km², al norte, al oeste de Tigray, atravesada por el río Tekezé. Bosque seco de montaña con acacias y ecosistema Combretum-Terminalia.[10] La población más septentrional de elefantes de África oriental, que emigran entre Etiopía y Eritrea, donde comparte territorio con el parque de Gash Setit; avestruces, kudus, leopardos, leones, etc. Entre 550 m y 1.800 m en las tierras altas de Kafta.[11]

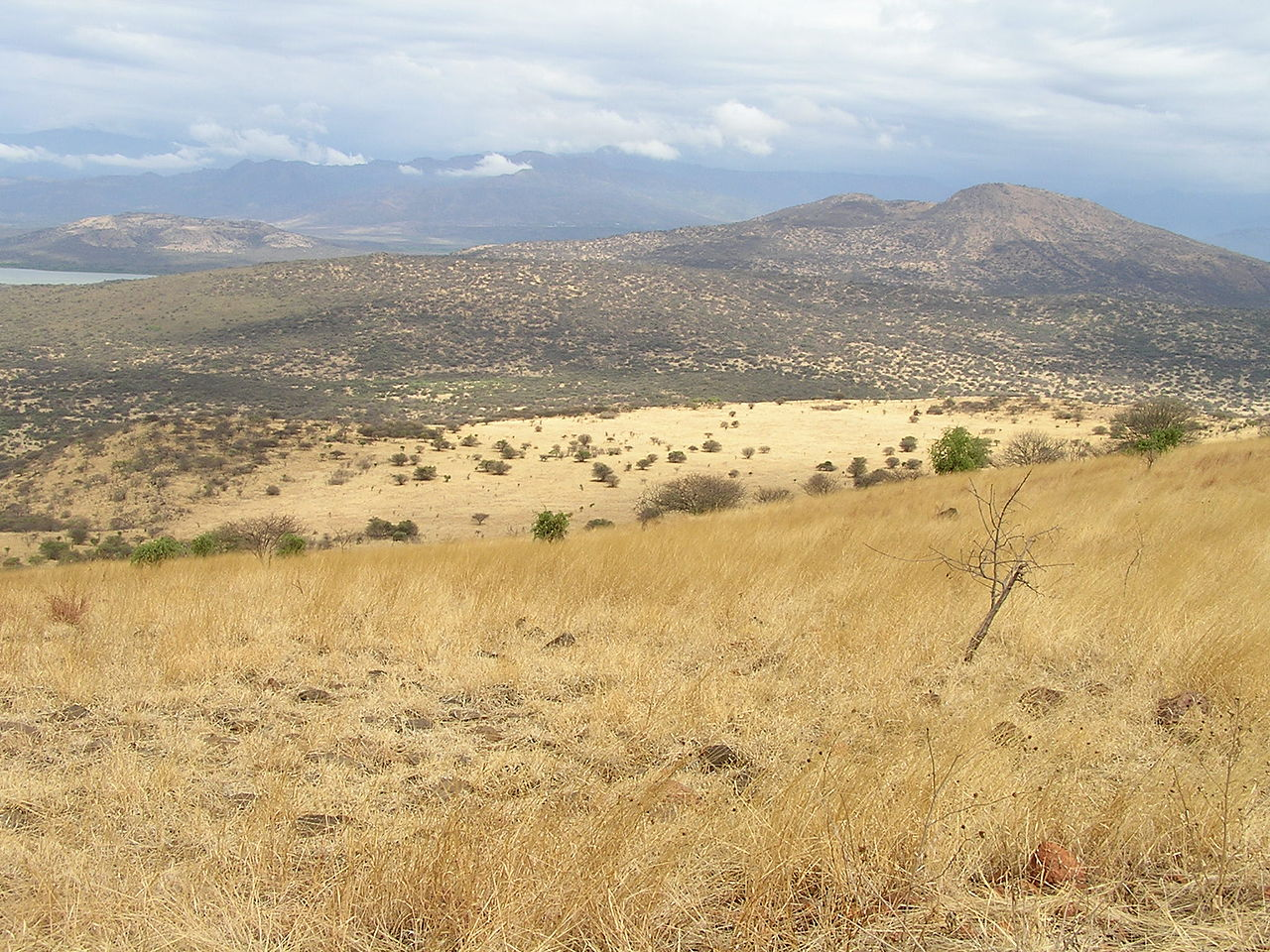
Parque nacional de Nechisar

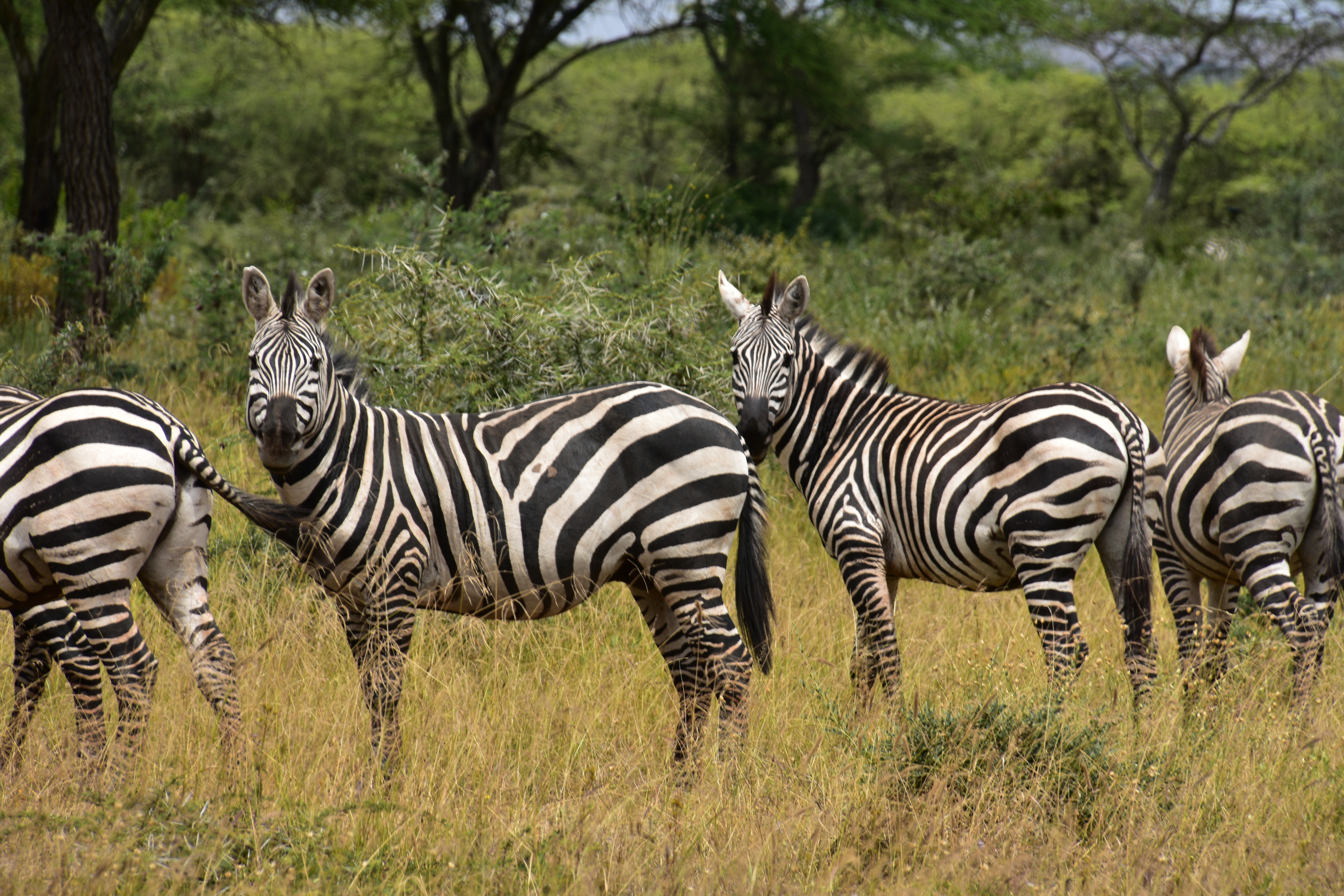
Cebras en el Parque nacional de Yabello

- Parque nacional de Gerale o Geraille, 386 km², del total de 1042 km² del ecosistema de río Dawa, afluente del río Jubba, en la frontera con Somalia, en la zona Liben de la región Somalí de Etiopía. Anteriormente: Área de caza controlada de Borana. Sabana y arbolado bajo, entre 800 y 1380 m en los acantilados, acacia baja y Commiphora, elefantes, jirafas, guepardos, antílopes, kudus, oryx, gacelas, rinocerontes negros, etc.[12]

- Parque nacional de Borena Saynt, 43,75 km², distrito de Borena, en la región de Amhara, noroeste de Etiopía, también llamado bosque estatal de Denkoro o Parque nacional Donkoro-Chaka, bosque amenazado por la agricultura, entre 1100 y 3700 m, aunque si se incluyen los picos, que en algunas fuentes amplían el parque hasta 152 km², se alcanzan los 4280 m.[13] Debido a los desniveles, el clima oscila entre templado y alpino, con numerosos endemismos. Entre la fauna, Antílope jeroglífico de Meniliki, lobo etíope, etc.[14]

- Parque nacional de Maze, de 210 km², al oeste, entre 1000 y 1200 m de altitud. Se le da la categoría de parque nacional debido a que es uno de los pocos lugares donde vive el búbalo de Swayne. Creado en 2003, antes servía como reserva de caza del búfalo y el búbalo de Swayne como Área controlada de caza de Maze.[15] Actualmente sirve para proteger este animal, como el Santuario Senkelle del búbalo de Swayne, que se encuentra muy cerca del Parque nacional de Abijatta-Shalla.

- Parque nacional de Dati Wolel, 431 km². Área de caza controlada, en 2010 se le sube el estatus para proteger a los mamíferos.[16]

- Parque nacional de Yabello o Yabelo, 291 km². Es un área forestal de prioridad nacional y santuario de la naturaleza, descrito más abajo.

- Parque nacional de los montes Arsi, 10 876 km2, desde 2011. En la zona de Arsi de la región de Oromía. Engloba los montes Arsi, que forman parte del macizo etiope, que incluye bosques de montaña, brezales subalpinos, praderas y matorrales. En la parte meridional del valle del Rift, incluye el monte Chilalo, volcánico de 4036 m, el punto más alto, la sierra de Galama, el monte Kaka y Hunkolo. Hay numerosos ríos, y lagos como el lago Ziway. Al norte, los ríos drenan en el río Awash, y en el sur en el río Shebelle. Al sur está junto al Parque nacional del monte Bale. Por encima de 2800 m hay bosque afromontano y por encima de 3100, praderas de vegetación autóctona y plantaciones. Entre los animales endémicos, el niala montano, el imbabala y el lobo etíope.

- Parque nacional del lago Abbe, 320 km2. Una cadena de seis lagos conectados donde muere el río Awash, de norte a sur Gargori, Laitali, Gummare, Bario y Afambo, en el centro del Triángulo de Afar.

- Parque nacional de Gibe Sheleko, 360 km², en parte del valle ondulado del río Gibe, con manchas de bosque endémico. Hay unas 17 especies de mamífero, incluido el kudu, leones, leopardos y colobos, y unas 200 registradas de aves. En el río hay hipopótamos y cocodrilos.[17]

- Parque nacional de Loka Abaya, 500 km², en las tierras bajas al sudoeste del lago Abaya, al sur del Parque nacional de Nechisar. Conocido por los licaones, los búfalos y los leones.[18]

## Reservas de la biosfera

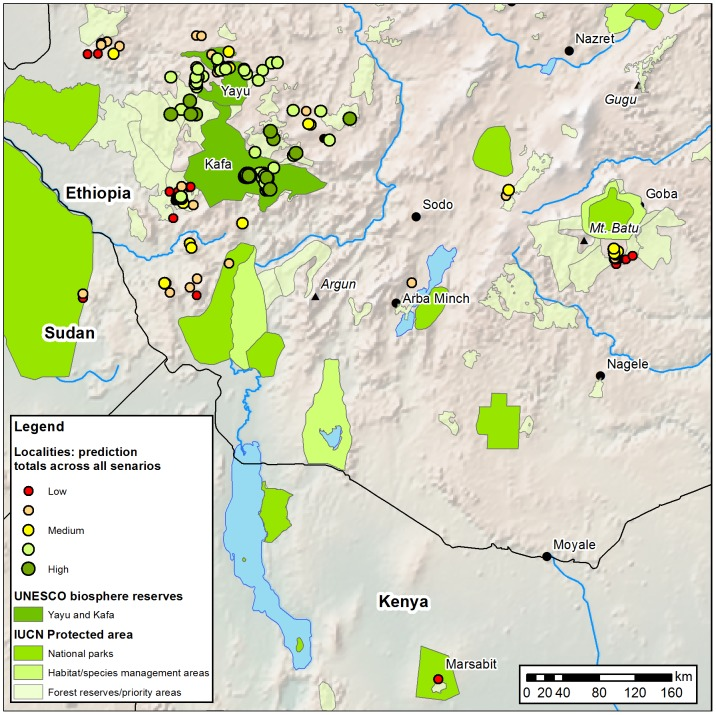
Reservas de la biosfera de la Unesco y zonas protegidas en el entorno de Kafa y Yayu.

- Reserva de la biosfera de Kafa, 7.600 km², en la zona de Kafa, Región de las Naciones, Nacionalidades y Pueblos del Sur, a unos  460 km al sudoeste de Adís Abeba. Bosques vírgenes, uno de los pocos lugares del mundo donde crece libremente el café silvestre (Coffea arabica).[19][20] Se dice que hace 40 años, el 40% de la superficie de Etiopía estaba cubierta de bosques; hoy solo queda el 2,7%, con una deforestación anual entre 1990 y 2005 de 1.400 km² anuales. La mitad de lo que queda está en Kafa. El bosque afromontano se reduce ante el avance de los plátanos, el café, el maíz y el teff.[21] La zona de Kafa es una meseta con densos bosques, algunos primarios, manchas de bambú y humedales. Hay más de 100 especies arbóreas de 74 géneros y 38 familias, entre ellas Coffea arabica, Pouteria adolfi-friedercii, Berasama abyssinica, Schefflera abyssinica, Trilepsium madagascariense y Polyscias fulva. También hay un centenar de especies de aves, de las que 15 son únicas del bioma montano etíope, y al menos 48 especies de mamíferos. Cruzan la zona tres ríos, Gojeb, Dinchia y Woshi.[22]

- Reserva de la biosfera de Yayu, 1.670 km², al norte de Kafa, sudoeste de Etiopía, en la Región de las Naciones, Nacionalidades y Pueblos del Sur. Incluye un punto caliente de biodiversidad afromontana y una IBA (área de importancia para las aves). También se conoce como Yayu Coffee Forest Biosphere Reserve, por considerarse el origen del café arábiga. La zona está atravesada por pequeños ríos, Geba, Dogi, Saki y Sese, que desembocan en el río Baro, importante tributario del Nilo. El paisaje está formado por bosques, tierras agrícolas, humedales y praderas. En el lugar también hay sitios arqueológicos, sitios sagrados, cuevas y cascadas.[23]

## Santuarios de la naturaleza y reservas
Además de los parques nacionales, en Etiopía se han creado santuarios de la naturaleza, áreas que no gozan el mismo estatus que los parques creadas para proteger determinados animales y plantas.
- Santuario de la naturaleza de Yabello (Yabelo Wildlife Sanctuary), 2500 km² en el sur de Etiopía, cerca del pueblo de Yabelo, entre 1430 y 2000 de altitud. Sabana de acacias con enebros y olivos silvestres en las partes altas. Destaca por las aves protegidas, entre ellas la urraquita de Stresemann y la golondrina de cola blanca.[25]

- Santuario de elefantes de Babile, 6982 km², al este, 255 km al sur de Harar. Meseta, entre 1000 m al sur y 1.750 m al norte, atravesada por varios tributarios del río Shebelle. Sabana arbolada y matorral con arbustos y cactus. Fuentes termales. Elefantes, leones, leopardos, guepardos, babuinos, gacelas, kudus, etc.[26]

- Santuario Senkelle del búbalo de Swayne, 54 km², centro del país, 340 km al sur de Addis Abeba, bosque abierto de acacias, destinado a proteger al búbalo de Swayne, del que hay entre 600 y 800 ejemplares. También hay otros herbívoros, hienas y civetas.

- Santuario Kuni Muktar del nyala de montaña, para proteger al antílope nyala en las boscosas vertientes de los montes Jallo y Muktar, que alcanzan los 3000 m por encima de la localidad de Kuni.[27]

- Bahir Dar Parque del Milenio Nilo Azul, 32 km al sudeste de Bahir Dar, islas y cascadas del río. Diversidad de plantas.[28]

- Reserva de Chelbi, también llamada de Chalbi, Chew Bahir, o Stephanie Wildlife Reserve, cubre 4212 km² en la frontera de Kenia. En un paisaje típico de sabana arbustiva de Somalia, con predominio de arbustos de acacia y Commiphora, junto con especies espinosas, protege la población de cebra de Grévy o real.[29]

## Humedales
Los humedales cubren en Etiopía un total de 18.587 km², el 1,5% del territorio. De estos, 5.777 km² son de agua dulce, 9,5 km², de salinas, 12,5% de zonas pantanosas y 47% zonas inundables temporalmente. En otra referencia, en Etiopía hay 73 humedales de interés que cubren un total de 13.700 km². Entre 1960 y 1970, la FAO detectó que el 0,74% del país estaba cubierto de humedales permanentes.

## Patrimonio Mundial de la Unesco

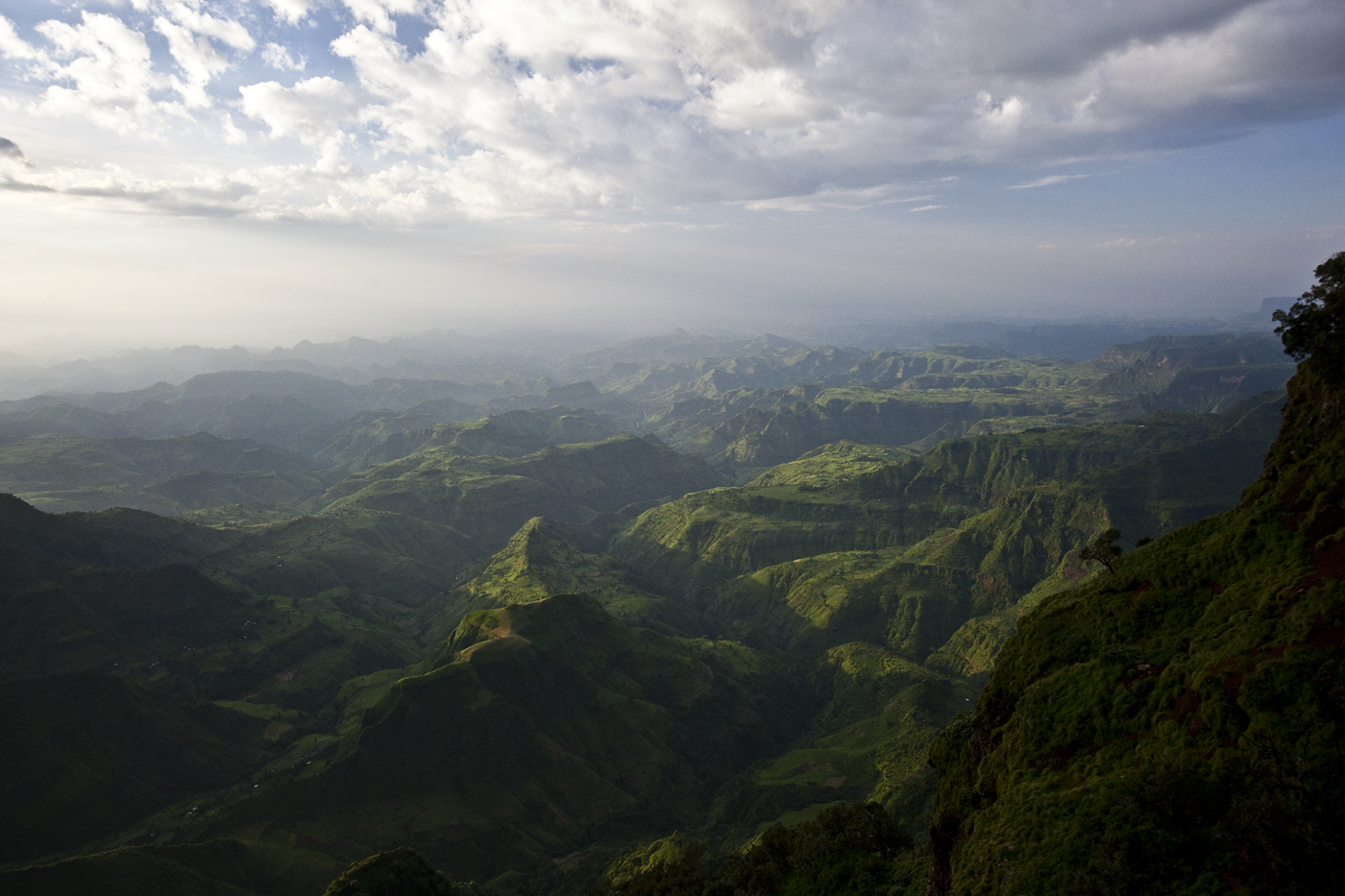
Parque nacional de los montes Simien, patrimonio natural de la humanidad.

En Etiopía hay nueve lugares considerados patrimonio de la Humanidad, pero solo 1 es considerado un bien natural, el parque nacional del Monte Simien, los demás, Lalibela, Fasil Ghebi,  Awash, Tiya, Aksum,  Omo, Harar Jugol y Konso, son bienes culturales.
- Parque nacional del Monte Simien. Un lugar en peligro de profundos escarpes de entre 1000 y 2000 m, en el norte de Etiopía. Las montañas alcanzan altitudes de 3600 m, con praderas y árboles aislados, como la lobelia gigante.[31] La declaración de bien natural se debe a la riqueza de su biosfera, los acantilados y el clima frío de las alturas por encima del límite de las ericáceas, apropiado para la vida de especies endémicas como la cabra montés de Etiopía, el lobo etíope, el zorro de Simien, el babuino gelada o el saltarrocas.[32]